# Marsdenia ekmanii
Marsdenia ekmanii är en oleanderväxtart som beskrevs av Brother Alain. Marsdenia ekmanii ingår i släktet Marsdenia och familjen oleanderväxter. Inga underarter finns listade i Catalogue of Life.